# Combwich
Combwich är en by i Somerset i England. Byn är belägen 18,1 km 
från Taunton. Orten har 684 invånare (2016). Byn nämndes i Domedagsboken (Domesday Book) år 1086, och kallades då Comich/Commiz/Commit.